# Adrien Regattin
Adrien Regattin (Sète, 22 augustus 1991) is een Marokkaans-Frans voetballer die bij voorkeur als rechtsbuiten speelt.

## Clubcarrière
Regattin komt uit de jeugdopleiding van FC Sète. In 2009 tekende hij een contract bij Toulouse. Op 13 september 2009 debuteerde hij voor Toulouse in de Ligue 1 wedstrijd tegen Montpellier. Hij wist nooit een vaste basisplaats beet te krijgen bij Toulouse en fungeerde vooral als luxe-invaller. Hij speelde in het seizoen 2015-2016 40 wedstrijden. In 2016 werd hij naar Turkije gehaald door Osmanlıspor. In 2020 vertrok Regattin nog naar de Verenigde Staten om te spelen bij FC Cincinnati en in het seizoen 2021-2022 speelde hij in Griekenland bij Volos NFC. Daarbuiten speelde hij steeds bij clubs in Turkije. 
Medio 2024 tekende hij een tweejarig contract bij Iğdır FK, waarmee hij de eerste buitenlandse speler werd bij die club. In de zomer van 2025 werd het contract echter met wederzijds goedvinden ontbonden.

## Interlandcarrière
Regattin is van origine Marokkaans. Zijn grootmoeder werd geboren in het Marokkaanse stadje Erfoud. Hij kwam eenmalig uit voor Frankrijk -19. Op 14 november 2012 debuteerde hij in het shirt van Marokko in een vriendschappelijke wedstrijd tegen Togo. Regattin viel op het uur in voor Chahir Belghazouani. In de 74e minuut scoorde de Togolees Emmanuel Adebayor het enige doelpunt van de wedstrijd.